# Johann Matthias Watterich
Johann Matthias Watterich (né le 21 décembre 1826 à Trèves, mort le 10 janvier 1904 à l'abbaye de Beuron) est un théologien et historien catholique prussien.

## Biographie
Après avoir terminé ses études au gymnasium de Trèves, Watterich étudie d'abord la théologie au séminaire local, puis l'histoire et la littérature à l'université de Bonn. En 1849, il est ordonné prêtre. En 1853, il obtient son doctorat à l'université de Münster avec une thèse sur la noblesse des Germains. Il rédige une thèse d'habilitation sur la fondation de l'État monastique des chevaliers Teutoniques. En novembre 1855, il est nommé conférencier en histoire mondiale et en littérature au lycée Hosianum de Braunsberg. À la fin de l'année 1857, il se rend à Rome, avec l'autorisation royale, pour effectuer des recherches dans les archives. Ses recherches à Rome se reflètent dans sa Vitae Pontificum. Pour cette œuvre, il est nommé docteur honoraire à l'occasion du cinquantième anniversaire de l'université de Breslau par la faculté de théologie catholique. En 1862, il reçoit une chaire universitaire au Lyceum Hosianum. À Pâques 1863, il abandonne son poste d'enseignant à Braunsberg pour accepter une prêtrise à Andernach. En 1870, il travaille comme bibliothécaire à l'université de Münster. De 1871 à 1882, il est aumônier pendant la guerre franco-allemande de 1870, d'abord comme pasteur à Diedenhofen. Après avoir subi un accident vasculaire cérébral, il passe sa vie en isolement à l'abbaye de Beuron, où il meurt.

## Œuvre
- De veterum Germanorum nobilitate (Dissertation). Münster 1853 (Lire en ligne)
- De Lucae Watzelrode, episcopi Varmiensis in Nicolaum Copernicum meritis. Regimonti 1856.
- Die Gründung des Deutschen Ordensstaates in Preußen. Leipzig 1857 (Lire en ligne)
- Gottfried von Straßburg, Sänger der Gottesminne. Leipzig 1858 (Lire en ligne)
- Nikolaus Koppernik ein Deutscher. In: Zeitschrift für die Geschichte und Altertumskunde Ermlands. Volume 1, 1858–1860, Mayence 1860, p. 400–405 (Lire en ligne)
- Pontificum Romanorum, qui fuerunt inde ab exeunte saeculo IX. usque ad finum saeculi XIII., vitae ab aequalibus conscriptae. Leipzig 1862.
- Der deutsche Name Germanen und die ethnographische Frage vom linken Rheinufer. Eine historische Untersuchung. Paderborn 1870 (Lire en ligne)
- Die Germanen des Rheins. Ihr Kampf mit Rom und der Bundesgedanke. Leipzig 1872
- Die vatikanische Religion keine Religion des Friedens, 1883.
- Der Konsekrationsmoment im heiligen Abendmahl und seine Geschichte, 1896.